# 팻 매코맥 (1995년)
팻 매코맥(영어: Pat McCormack, 1995년 6월 8일~)은 잉글랜드의 권투 선수이다. 2020년 하계 올림픽 웰터급에서 은메달을 획득했으며 세계 선수권 대회에서 은메달 1개(2019)를 획득했다.

## 개인사
쌍둥이 형제인 루크 매코맥도 권투 선수이다.